# PEN Club Español
El PEN Club Español, o con menor anglicismo, Club PEN Español es una organización de escritores fundada en Madrid en 1922.
El acrónimo «PEN» adoptado por el PEN Club Internacional en referencia a la pluma (en inglés) procede de las palabras «poetas», «escritores» y «novelistas».
El principal objetivo del PEN Club Español es promover la cooperación intelectual y la tolerancia mutua entre los escritores, realzar el papel relevante de la literatura como transmisora de la memoria tangible e intangible de los pueblos y protegerla ante las vicisitudes de la sociedad contemporánea. Asimismo, lucha enérgicamente contra la censura política y trabaja para defender los derechos de los autores víctimas de las torturas, de los encarcelamientos o de los asesinatos.

## Historia
La historia del PEN Club Español refleja una constante incertidumbre, apareciendo y desapareciendo del escenario nacional e internacional, en función de variables políticas y sociales muy diversas. El 5 de mayo de 1922, Ramón Gómez de la Serna junto con José Martínez Ruiz, Azorín, fundaron el PEN Club Español, presidido por este último.
Cabe destacar a continuación la noticia aparecida en el diario ABC el 6 de mayo de 1922, titulada «Un Club Literario»:

«Semejante de los de Londres, París, Bruselas, se ha constituido en Madrid un centro literario con la única misión, y no es poco, de fomentar las relaciones de camaradería entre los profesionales y los amigos de las letras.

»Se llama PEN Club, que quiere decir Club de Poetas, Ensayistas y Novelistas, y estará en comunicación con sus similares en el extranjero. Periódicamente, acaso una vez al mes, el PEN Club organizará comidas de confraternidad, a las que asistirán los socios y a las que serán invitados los hombres de letras de otros países.
»Ayer se reunieron a almorzar los miembros del Comité de este interesante Club literario. Asistieron el presidente, Azorín, y Maeztu, Díez Canedo, Gómez de la Serna, Almagro, Enrique de Mesa, Pérez de Ayala y Salaverría. Después de ultimar algunos detalles de organización se dio por constituida la nueva Sociedad, que pronto ha de reunir en su seno a toda la familia literaria.

»El PEN Club, que estará tan distante de las Academias como de los antros bohemios, será algo que sentará bien a la vida intelectual, dándole cordialidad y una mayor cohesión de clase, de oficio o de gremio.»

Así pues, estos ocho autores fueron los primeros impulsores de un proyecto que, aunque de manera azarosa, ha tenido continuidad casi noventa años más tarde.
Justamente dos meses después de esta reunión de Comité fundador, se convocó la primera comida asamblearia del nuevo centro PEN.
En 1924, Ramón Pérez de Ayala sustituyó a Azorín como presidente del PEN Club Español.
El filósofo y escritor Miguel de Unamuno participó en el Congreso del PEN Club Internacional celebrado en París en 1925. El PEN le defendió por haber sido injustamente encarcelado por el dictador Miguel Primo de Rivera y luchó para que fuese puesto en libertad. Es importante mencionar este hecho, porque, precisamente, en 1924 se creó el Comité para la Defensa de los Escritores en Prisión cuando el PEN francés propuso una acción común para protestar por este encarcelamiento.
Posteriormente, en 1935, José Ortega y Gasset fue nombrado presidente del por entonces denominado PEN Club de Madrid, hasta que se autoexilió en 1936.
Durante la Guerra Civil Española y en los cuarenta años de dictadura que la siguieron, no existió PEN Club de España. José Luis Cano encarnó, de manera testimonial, el espíritu del PEN Español durante estas décadas y la revista  Ínsula fue su referente en esa época.
En 1975 se revitalizó un proyecto de PEN capitaneado por Miguel Herrero y Rodríguez de Miñón, del que formaron parte, entre otros, Manrique de Lara, Félix Grande, Luis Jiménez Martos y Juan Ruiz de Torres, aunque no les fue posible imprimir continuidad a la iniciativa.
En 1977, bajo la presidencia de Mario Vargas Llosa, una delegación del PEN Español en proceso de gestación, formada por José Manuel Caballero Bonald, José Luis Cano, Ángel González, Leopoldo Azancot, José Esteban y Juan Jesús Armas Marcelo, participó en el Congreso del PEN Club Internacional celebrado en Estocolmo.
El 15 de julio de 1978 surgió la Asociación PEN Club Español de Madrid, que inscribió oficialmente sus estatutos en el Ministerio del Interior de España el 27 de octubre de ese mismo año, con José Manuel Caballero Bonald como presidente y José Antonio Gabriel y Galán como secretario general. También respaldó esta iniciativa Carlos Barral. En 1980 dimitió como presidente Caballero Bonald por los problemas acaecidos en el seno de la Asociación y por la falta de entendimiento y de colaboración entre sus miembros.
También es preciso señalar que llegó a existir un PEN Club Latino Americano en España, con estatutos registrados el 23 de abril de 1979.
El 31 de marzo de 1984 se reconstituyó en el hotel Eurobuilding de Madrid el PEN Club Español. Constituyeron su Junta Directiva José María de Areilza como presidente, Justo Jorge Padrón como secretario general y Luis Rosales, José García Nieto, Carlos Murciano, Juan Carlos Onetti, Sebastián de la Nuez, Leopoldo de Luis, Meliano Peraile, Jorge Ferrer Vidal, Félix Grande y Luis Alberto de Cuenca, en sus respectivas calidades de vicepresidentes, tesorero y vocales.
Sin embargo, tras esta asamblea y una posterior declaración del secretario General del PEN Club España en el Diario ABC, no hubo ninguna otra actividad de la que se tenga constancia.
En 1992, Horacio Vázquez-Rial, que había recibido la documentación precedente de Jorge Ferrer Vidal, fue Secretario de la Comisión Gestora para la Refundación del PEN Club Español, de la que formaban también parte Miguel Veyrat, Fernando Morán y José Antonio Gabriel y Galán, llegando a asistir Vázquez Rial como Delegado del PEN Club Español al LVII Congreso Internacional del PEN, que se celebró del 24 al 26 de abril de 1992 en Barcelona. Sin embargo, la iniciativa tampoco prosperó debido a problemas de salud sufridos por Horacio Vázquez Rial y al fallecimiento de Gabriel y Galán en febrero de 1993. En la década siguiente existieron nuevas tentativas de relanzamiento del PEN Español que no alcanzaron su objetivo.
El 29 de julio de 2003 fue fundado el nuevo PEN Club de España (Spanish PEN Club). De inmediato, se convocó una reunión, pública y abierta para que todos los escritores, traductores, periodistas y editores que lo deseasen pasaran a formar parte del renovado Centro PEN de España, la cual tuvo lugar en el Colegio Mayor Universitario Elías Ahúja de Madrid el 29 de octubre del mismo año, con una nutrida asistencia y con numerosas adhesiones enviadas por escrito.
El 25 de noviembre de 2003, en la reunión de la Asamblea de Delegados del PEN Club Internacional, celebrada en la Ciudad de México dentro del 69.º Congreso Mundial de Escritores, también denominado Primer Congreso de las Américas, el presidente del PEN Club de España, Basilio Rodríguez Cañada, solicitó a la Asamblea Plenaria que aceptase la incorporación del PEN Español, para subsanar el error histórico de su ausencia de tan prestigiosa institución internacional.
Posteriormente, avalando la candidatura del PEN Español, hablaron los delegados de los centros PEN de Galicia, Cataluña, Colombia, Rusia, Italia, Lituania, Nicaragua y Cubanos en el exilio, teniendo todos ellos palabras elogiosas y de respaldo para la mencionada candidatura. Otros Centros quisieron mostrar también su alegría por la incorporación del PEN de España, entre ellos el de Francia, pero la mesa no permitió más intervenciones por escasez de tiempo. Seguidamente, a propuesta del cesante Presidente del PEN Club Internacional, el mexicano Homero Aridjis, la incorporación del centro PEN Club de España fue aceptada por aclamación de la Asamblea. El nuevo presidente electo, Jiri Grusa, elogió en su primer discurso oficial la integración del PEN Español, ya que, por fin, estaban todas las lenguas y literaturas europeas más importantes en el seno del PEN Club Internacional.
El 1 de febrero de 2004, el Centro PEN de España entró a formar parte de la Fundación PEN de América Latina y Centros de Habla Hispana, que logró convertir al español en lengua oficial del PEN y se encargó desde entonces de velar por los derechos de nuestro patrimonio lingüístico y cultural común dentro de la institución. El 8 de mayo de 2004, la mencionada Fundación, a propuesta de los Centros PEN Español y Gallego, cambió su denominación para convertirse en la Fundación Iberoamericana del PEN Internacional (Iberian American PEN Internacional).
Como consecuencia de una propuesta apoyada por diferentes Centros PEN en el transcurso del Congreso Mundial del PEN Internacional que se celebró en Tromsø (Noruega) del 6 al 12 de septiembre de 2004, el español no sólo se confirmó como lengua oficial del PEN sino que se aceptó, por la mayoría de la Asamblea, como lengua de trabajo de las diferentes comisiones. A partir de ese momento, es obligatorio traducir a nuestra lengua todas las ponencias, intervenciones, actas, etc., al igual que se hace con las otras dos lenguas oficiales de trabajo: el inglés y el francés. Hasta ese momento, las traducciones al español estaban condicionadas a que se pudiesen articular medios para sufragar los costes que conllevaban, normalmente aportados en buena medida por la Fundación de Centros PEN de Hispanoamérica. Conseguir este objetivo supuso consolidar la importancia dentro del PEN Club Internacional de la comunidad de Centros PEN Iberoamericanos.
En abril de 2005, se editó un Quijote, conmemorativo de su cuarto centenario bajo los auspicios del PEN Español. De esta manera, se hicieron copartícipes a todos los Centros PEN del Mundo de la difusión y patrimonialización de una obra magna de la Literatura Universal. Igualmente, se previó la creación de una Cátedra PEN Iberoamericano, adscrita a diferentes universidades y centros de investigación españoles e iberoamericanos, para el desarrollo de proyectos que favorecieran el intercambio y colaboración entre los diferentes centros PEN Iberoamericanos.

## Organización
Fiel al sistema estructural del PEN Club Internacional, las acciones e iniciativas del PEN Club Español son estudiadas y organizadas por medio de los siguientes comités:
- Comité de Escritores en Prisión: es uno de los más activos. Lleva a cabo innumerables acciones para defender los derechos de aquellos que hayan sido encarcelados o perseguidos injustamente por regímenes que violan la libertad de pensamiento, escritura y expresión.
- Comité de Derechos Lingüísticos y de Traducción: defiende los derechos lingüísticos de las minorías y trabaja en la legislación sobre derechos de autor y de traducción a otras lenguas de las obras de sus miembros.
- Comité de Mujeres Escritoras: apoya la inserción de la mujer en el mundo de las letras y denuncia las violaciones de sus derechos, políticos, intelectuales y sociales.
- Comité de Escritores por la Paz: promueve, a través de seminarios y programas especializados, caminos para que los escritores sean conscientes de cómo el uso inadmisible, inoportuno o inexacto del lenguaje fomenta la violencia, enmascara prejuicios étnicos o genéricos y desata pasiones que propician conflictos internacionales o fratricidas.

## Junta Directiva
El 13 de febrero de 2015 fue constituida la nueva junta directiva del PEN Club Español:
- Presidente: Basilio Rodríguez Cañada.
- Vicepresidente primero: José Esteban.
- Vicepresidente segundo: Helena Cosano.
- Vocal 1: Gloria Nistal Rosique.
- Vocal 2: Vicente Baratas Martín.
- Vocal 3: Raquel Lanseros.
- Vocal 4: Vicente Araguas.
- Vocal 5: Ondina Zea.
- Vocal 6: Manuel Neila.
- Vocal 7: Luis Farnox.
- Vocal 8: Emilio Ruiz Barrachina.
- Vocal 9: Rocío Castrillo.
- Secretario General: José María Paz Gago.
- Tesorera: Socorro Mármol Brís.

## Premios convocados por el PEN Club Español
- Premio Internacional de Literatura «Rubén Darío»: convocado por primera vez en 2005 y de periodicidad anual. Se encuentra destinado a premiar la obra de autores de todo el mundo.
- Premio de Narrativa Joven: vio su primera edición en 2006 con el objetivo de respaldar la obra de novelistas menores de 35 años.
- Premio Internacional de Literatura «Gustavo Adolfo Bécquer» : convocado por vez primera en diciembre de 2007.
- Premio «Catherine Amy Dawson Scott», convocado por las presidencias del PEN Colombia de Escritores y del PEN Club Español, en el convenio de hermanamiento firmado por las dos Asociaciones, como homenaje a la fundadora del PEN.

## Participación en jornadas y congresos literarios
- En junio de 2006 se organizó en Las Palmas de Gran Canaria el I Congreso Internacional sobre Mujer y Literatura, con el deseo de potenciar a las mujeres escritoras como homenaje a la fundadora del PEN Club Internacional.
- En mayo de 2007 se organizaron las I Jornadas «Finisterre, Patrimonio Cultural Europeo».
- En abril de 2008 se celebraron las II Jornadas ««Finisterre, Patrimonio Cultural Europeo».
- En junio de 2009, se organizó, en colaboración con la Asociación Internacional de Hispanistas, el I Congreso de Hispanistas del Mundo Árabe y del África Subsahariana.
- También en 2009, tuvo lugar el XIII Ciclo de Veladas Poéticas.
- Del 25 al 28 de marzo de 2010 se celebró el I Encuentro Internacional «Silos Literario» en Santo Domingo de Silos (Burgos).
- En 2011, el PEN Club de España solicitó organizar el Congreso Mundial de Escritores, pero la directiva del PEN Club Internacional no lo aprobó.
- Del 14 al 17 de abril de 2011 se celebró el II Encuentro Internacional «Silos Literario» en Santo Domingo de Silos (Burgos).
- Del 31 de octubre al 7 de noviembre de 2011 se organizó, en colaboración con la Asociación de Hispanistas Tunecinos, la Embajada de España en Túnez y la Universidad de la Manouba, el I Encuentro tunecino-español de intelectuales y escritores, que tuvo lugar en Túnez capital y en el que participaron más de setenta creadores.
- Del 30 de marzo al 1 de abril de 2012 se celebró el III Encuentro Internacional «Silos Literario» en Santo Domingo de Silos (Burgos).
- Del 29 de octubre al 5 de noviembre de 2012 se organizó, en colaboración con la Asociación de Hispanistas Tunecinos, la Embajada de España en Túnez, la Asociación Española de Africanistas y la Universidad de la Manouba, el II Encuentro tunecino-español de intelectuales y escritores, que tuvo lugar en Túnez capital y en el que participaron más de ochenta creadores.
- Del 22 al 24 de marzo de 2013 se celebró el IV Encuentro Internacional «Silos Literario» en Santo Domingo de Silos (Burgos).
- Del 11 al 13 de abril de 2014 se celebró el V Encuentro Internacional «Silos Literario» en Santo Domingo de Silos (Burgos).
- Del 2 al 4 de diciembre de 2014 se organizó, en colaboración con la Asociación de Hispanistas Tunecinos, la Embajada de España en Túnez, la Asociación Española de Africanistas, el Instituto Cervantes de Túnez y la Universidad de la Manouba, el III Encuentro tunecino-español de intelectuales y escritores, que tuvo lugar en Túnez capital y en el que participaron más de noventa creadores.
- Los días 17, 18 y 19 de abril de 2015 se celebrará el VI Encuentro Internacional «Silos Literario» en Santo Domingo de Silos (Burgos).
- Durante el transcurso del año 2015, se encuentra prevista también la organización del I Festival Internacional Madrid Poesía.